# Leptotogea pulchella
Leptotogea pulchella är en stekelart som först beskrevs av Morley 1916.  Leptotogea pulchella ingår i släktet Leptotogea och familjen brokparasitsteklar. Inga underarter finns listade i Catalogue of Life.